# نبيذ الصيف (أغنية)
نبيذ الصيف (بالإنجليزية: Summer Wine) أغنية كتبها الملحن والمغني الأمريكي لي هازلوود (1929 - 2007)، غناها لي هازلوود في الأصل بمصاحبة المغنية الأمريكية المغمورة وصديقته الشخصية سوزي جين هوكوم في عام 1966، لكن الأغنية اشتهرت مع نسخة نانسي سيناترا ولي هازلوود في عام 1967. صدرت نسخة نانسي ولي في الأصل في ألبوم «نانسي في لندن Nancy in London» في أواخر عام 1966 ولاحقًا صدرت على الوجه الثاني لاسطوانة نانسي المنفردة «مدينة السكر Sugar Town» في ديسمبر 1966. حققت الأغنية نجاحًا، حيث وصلت إلى رقم 49 على قائمة هوت بيلبورد 100، في أبريل 1967، كما أنها وصلت إلى المركز 14 في أستراليا. أدرجت أغنية «نبيذ الصيف» في أوائل عام 1968، في ألبوم ثنائيات «سيناترا وهازلوود Nancy & Lee». استخدمت الأغنية شركة «اتش آند ام H&M» لبيع الملابس بالتجزئة لحملتها الإعلانية في مايو 2017، وكانت النتيجة عودة الأغنية لتظهر على مجلة بيلبورد في المركز الأول، وأيضاً المركز الأول في قائمة أفضل إعلانات الدعاية التلفزيونية لعام 2017.

## تفسيرات
رجل يلتقي بامرأة تلاحظ مهمازات حذائه الفضية silver spurs (معدن صلب في مؤخر حذاء الفارس ينخس بها جانب الحصان ليدفعه للجري) وتدعوه لتناول النبيذ معها. بعد شرب نبيذها الصيفي بكثرة، يستيقظ الرجل مخمورًا ليجد أن مهمازاته وماله قد سرقتهما المرأة الغامضة؛ المعنى الضمني هو أنه شاركها الفراش، وفي المقابل أخذت المهماز الفضي، وأيضاً دولار وعشرة سنتات، وهو يعلن عن شوقه للمزيد من «نبيذها». أحد التفسيرات هو أن الرجل الذي يغني الأغنية قد أغوته المرأة لسرقة أمواله وممتلكاته. تفسير آخر، يُستشهد به أحيانًا، هو أن الأغنية تحتوي على وصف استعاري لتعاطي المخدرات وأن العبارة الغنائية «لقد طمأنتني بخط غير مألوف» تشير تحديدًا إلى الكوكايين على الرغم من أن هذا أمر شاذ بالنسبة لوقت كتابة الأغنية.

## نسخ أخرى للأغنية
قدمت المغنية الأسبانية كيلا جيتس نسختها في عام 1968 مع الفريق البيروفي «لوس بيلجينز Los Belkings» والأغنية كانت تحت عنوان «رحيق الصيف».
قدم ديميس روسوس مع نانسي بويد، نسخته في عام 1986.
قدم الفريق الأيرلندي «الكورز» بمصاحبة بونو مغني فريق «يو توU2» نسختهم في عام 2002.
توالت النسخ المختلفة لأغنية «نبيذ الصيف» بلغات مختلفة ليصل عدد النسخ إلى 54 نسخة كان آخرها في 11 سبتمبر 2019، حين قدمت المغنية الفرنسية كلارا لوتشياني وأليكس كابرانوس Clara Luciani and Alex Kapranos (فرانز فرديناند) نسخة إنجليزية / فرنسية في مسرح الأولمبيا في باريس، وصدرت رسميًا في يوليو 2020.

## كلمات الأغنية
الفراولة والكرز وقبلة الملاك في الربيع Strawberries, cherries, and an angel's kiss in spring
نبيذي الصيفي مصنوع حقًا من كل هذه الأشياء My summer wine is really made from all these things
مشيت في البلدة على مهماز حذائي الفضي المتلألأ I walked in town on silver spurs that jingled to
أغنية غنيتها لعدد قليل فقط A song that I had only sang to just a few
رأت مهمازاتي الفضية وقالت، "أقبل لنقضي بعض الوقت" She saw my silver spurs and said, "Let's pass some time
"وسأقدم لك نبيذ الصيف" And I will give to you summer wine"
أوه، نبيذ الصيف Ohh, summer wine
الكرز الفراولة وقبلة الملاك في الربيع Strawberries cherries and an angel's kiss in spring
نبيذي الصيفي مصنوع حقًا من كل هذه الأشياء My summer wine is really made from all these things
أخلع مهمازاتك الفضية وأعني لقضاء بعض الوقت Take off your silver spurs and help me pass the time
وسأعطيك نبيذ الصيف And I will give to you summer wine
أوه، نبيذ الصيف Ohh, summer wine
ثقلت عيناي وشفتيّ لم تقوى على الحديث My eyes grew heavy and my lips they could not speak
حاولت النهوض لكنى لم أجد قدمي I tried to get up but I couldn't find my feet
طمأنتني بكلمات غير مألوفة She reassured me with an unfamiliar line
ثم أعطتني المزيد من نبيذ الصيف And then she gave to me more summer wine
يا نبيذ الصيف Oh summer wine
الكرز الفراولة وقبلة الملاك في الربيع Strawberries cherries and an angel's kiss in spring
عندما استيقظت كانت الشمس تسطع في عيني When I woke up the sun was shining in my eyes
اختفت مهمازاتي الفضية، وشعرت برأسي ضعف حجمه My silver spurs were gone, my head felt twice its size
لقد أخذت مهمازاتي الفضية، ودولارًا، وعشرة سنتات She took my silver spurs, a dollar, and a dime
وتركتني أتوق لمزيد من نبيذ الصيف And left me cravin' for more summer wine
أوه، نبيذ الصيف Ohh, summer wine
الكرز الفراولة وقبلة الملاك في الربيع Strawberries cherries and an angel's kiss in spring

## وصلات خارجية
https://vimeo.com/259446820 نبيذ الصيف (أغنية)
https://www.allmusic.com/song/summer-wine-mt0000666281 نبيذ الصيف (أغنية)
https://lanadelrey.fandom.com/wiki/Summer_Wine_(song) نبيذ الصيف (أغنية)
https://www.umusicpub.com/us/Digital-Music-Library/song/244493/lee-hazlewood-nancy-sinatra-summer-wine نبيذ الصيف (أغنية)